# Kyōsuke Kindaichi
Kyōsuke Kindaichi (金田一 京助, Kindaichi Kyōsuke, 5 de maio de 1882 – 14 de novembro de 1971) foi um lingüista japonês nascido em Morioka, localizada na província de Iwate. Kindaichi é conhecido principalmente por suas contribuições fundamentais na pesquisa do folclore e da língua do povo ainu. Baseado nos seus textos coletados, publicou a primeira gramática acadêmica da língua ainu em 1931.
Kindaichi também foi ativo como um poeta e era amigo de infância do poeta japonês Takuboku Ishikawa. 
Seu filho mais velho, Haruhiko Kindaichi, e seu neto, Hideho Kindaichi, também seguiram a carreira de lingüista. Kyōsuke Kindaichi e seu filho também foram editores das primeiras edições do dicionário Shin Meikai Kokugo Jiten (新明解国語辞典, "Novo dicionário japonês compreensível").

## Trabalho
Kindaichi começou seus estudos na língua ainu em 1904 na Universidade Imperial de Tóquio (antigo nome da Universidade de Tóquio na era Meiji). Em 1906, Kindaichi fez seu primeiro trabalho de campo nos distritos ainus de Hokkaido, se familiarizando com os yukar, épicos do folclore ainu. No ano seguinte, ele viajou para o sul da costa oriental da ilha Sacalina, na época sobre o domínio do Japão Imperial. Lá ele registrou um épico ainu de 3.000 linhas e o publicou com uma tradução japonesa em 1914. Kindaichi também fez contato e colaborou com vários nativos ainus conhecedores da língua e da literatura oral ainu. Entre eles, Imekanu e Yukie Chiri.

## Obras
As obras de Kindaichi foram extremamente influenciais e entre elas destaca-se a obra Ainu Jojishi Yukara no Kenkyu (アイヌ叙事詩ユーカラの研究, "Poemas épicos ainus - pesquisa de yukar"), publicada em 1931 em dois volumes. O primeiro volume contém uma pesquisa de todo o campo de literatura oral ainu. O segundo volume contém uma gramática de 233 páginas da linguagem épica ainu e traduções anotadas de duas versões do yukar Kutune shirka.